# Parcel Post Johnnie
Parcel Post Johnnie è un cortometraggio muto del 1913 diretto da Pat Hartigan. Il film è interpretato da Ruth Roland.

## Produzione
Il film, prodotto dalla Kalem Company, fu girato a Santa Monica.

## Distribuzione
Distribuito dalla General Film Company, il film uscì nelle sale cinematografiche statunitensi il 7 marzo 1913.